# Luserna San Giovanni
Luserna San Giovanni är en ort och kommun i storstadsregionen Turin, innan 2015 provinsen Turin, i regionen Piemonte, Italien. Kommunen hade 7 297 invånare (2017).